# Strabane

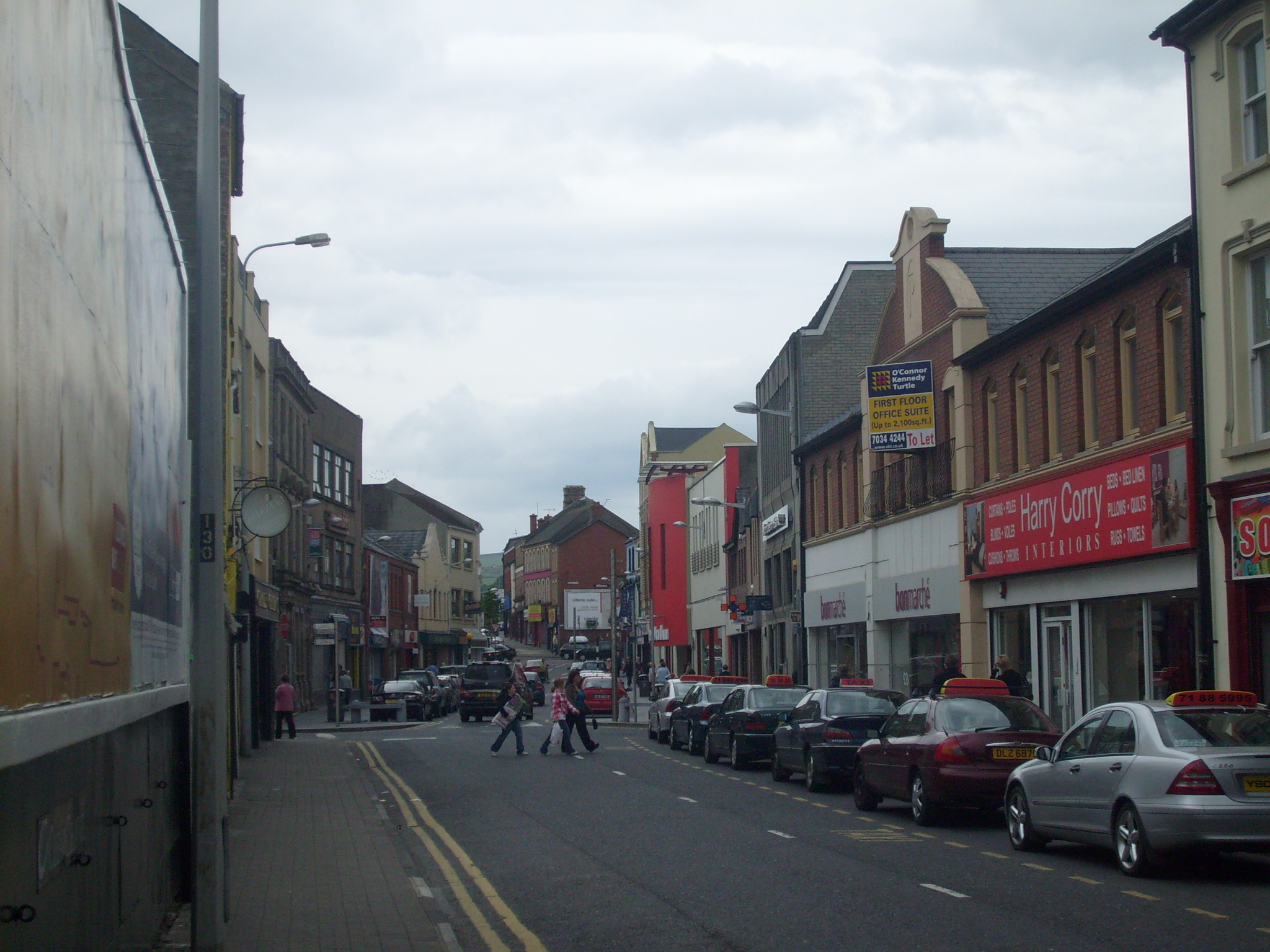
Hauptstraße in Strabane

Strabane (irisch: An Srath Bán) ist eine Stadt in der historischen Grafschaft Tyrone in Nordirland (Vereinigtes Königreich). Sie war zudem Sitz der Verwaltung des ehemaligen gleichnamigen Districts, der 2015 im Distrikt Derry City and Strabane aufging. Strabane ist nunmehr einer der beiden Verwaltungssitze des Distrikts Derry City and Strabane. Die Stadt liegt unmittelbar an der Grenze zum County Donegal und damit zur Republik Irland.

## Der Ort
Durch das Zentrum Strabanes fließt der Mourne und trifft sich mit dem River Finn, um zusammen den River Foyle zu bilden. Die Lifford Bridge, eine von insgesamt drei Brücken über den schnellfließenden Foyle, verbindet Strabane mit Lifford am Westufer des Foyle. Die Zwillingsstadt Lifford ist der Verwaltungssitz des Countys Donegal, mit weniger als 1500 Bewohnern jedoch elfmal kleiner als Strabane.
Beim Census im April 2001 wurde die Einwohnerzahl Strabanes mit 13.456 Personen ermittelt; davon hatten 93,3 % einen katholischen und 6,1 % einen protestantischen Hintergrund. Bis Mitte 2008 war die Bevölkerung auf über 16.000 gewachsen. Strabane ist damit nach der County-Hauptstadt Omagh die zweitgrößte Stadt in Tyrone. Ähnlich wie Omagh, wo sich ebenfalls zwei Flüsse vereinigen, hat auch Strabane wiederholt schwere Schäden durch Überflutungen im Stadtzentrum erlebt.
Im Zuge der irischsprachigen Erziehung existiert in Strabane eine „primary school“ als Gaelscoil. Strabane war in besonders starkem Ausmaß durch den Nordirlandkonflikt betroffen und wird als die am häufigsten bombardierte Stadt in Nordirland („the most bombed town in Northern Ireland“) bezeichnet.

## Verkehr
Strabane liegt etwa in der Mitte zwischen Omagh und Derry City im County Londonderry, der nach Belfast zweitgrößten Stadt Nordirlands. Mit beiden Städten ist sie über die A5 verbunden, und in deren südöstlicher Verlängerung als N2 in der Republik Irland über Monaghan auch mit Dublin. Die N14 verbindet Strabane via Lifford auch mit dem wenige Meilen entfernten Letterkenny, der größten Stadt im County Donegal. Per Bus Éireann ist Strabane mehrmals täglich mit dem Busáras in Dublin und mit Letterkenny im Nordwesten verbunden. Trotz seiner relativen Größe ist Strabane nicht mehr über das Schienennetz zu erreichen. 
 Der Strabane Canal wird derzeit restauriert.

## Söhne und Töchter der Stadt
- Guy Carleton, 1. Baron Dorchester (1724–1808), britischer General und Gouverneur von Québec
- William Burke (1792–1829), Serienmörder (aus Urney, einem Townland von Strabane)
- Annie Maunder (1868–1947), Astronomin und Mathematikerin
- Flann O’Brien (1911–1966), Schriftsteller
- Paul Brady (* 1947), Folkmusiker und Singer-Songwriter